# Liste de points extrêmes de Chypre du Nord

Carte de la république turque de Chypre du Nord

Voici une liste de points extrêmes de la république turque de Chypre du Nord.

## Latitude et longitude
- Nord : îles Klidhes (35° 43′ N, 34° 36′ E )
- Sud : Loyroykina (35° 00′ N, 33° 25′ E )
- Ouest : Kókkina (35° 10′ N, 32° 38′ E )
- Est : îles Klidhes (35° 43′ N, 34° 36′ E )